# 大庫爾季亞斯卡山
48°16′16″N 24°4′4.8″E / 48.27111°N 24.068000°E
大庫爾季亞斯卡山是烏克蘭的山峰，位於該國西部外喀爾巴阡州，屬於烏克蘭喀爾巴阡山脈中斯維多韋茨山脈的一部分，海拔高度1,621米。